# دانیل اسکورکو
دانیل اسکورکو (اوکراینی: Даніл Павлович Скорко؛ زادهٔ ۶ آوریل ۲۰۰۲) بازیکن فوتبال است.
وی همچنین در تیم‌های ملی فوتبال Ukraine national under-17 football team و زیر ۲۱ سال اوکراین بازی کرده‌است.